# Перхта
Пе́рхта (Перехта, Бе́рхта, Бе́рта, нем. Frau Perchta, Pechtrababajagen — 'Баба-яга Перхта', чеш. Perechta, морав. Sperechta, словен. Pehtra baba) — мифическое существо и изображающий его ряженый персонаж рождественского и масленичного (мясопустного) периодов. Известна южным немцам, австрийцам, швейцарцам, а также славянам, преимущественно чехам и словенцам.

## Обычаи
Перхта связана с соблюдением запретов, особенно на прядение в пост.
Считается, что персонаж, как и его имя, принадлежат немецкой традиции. Перхтой (Бертой) звался персонаж, воплощающий зимний солнцеворот (в Древнечешском словаре Гебауэра Berchta, Perchta даны как варианты имени Bertha, из ст.-нем. Perahtd, Berchte, собственное значение которого «блестящая, светлая, красивая, возвышенная»). Первоначально она считалась доброй богиней, тождественной Хольде (нем. Holda). Позже их функции разделились, и Перхте «досталась» злая природа и устрашающая функция.
Перхта считалась женским духом в белой одежде. Её день — Двенадцатая ночь или Крещенский вечер. В старых описаниях она имела большую «гусиную» ногу. В этот вечер готовили кашу или пельмени и рыбу.
В фольклоре Баварии и Австрии сохранилось поверье, что на Святки (особенно в Двенадцатую ночь) Перхта бродит по домам и хочет узнать, были ли в уходящем году дети усердными и трудолюбивыми. Если они были такими, то утром в обуви или ведре они могли найти серебряную монету. Если они ленились, то она могла вскрыть их животы и набить их соломой и камнями. Ей особенно нравилось, если девочки перепряли весь свой лён или шерсть.
В Голландии сохранилось предание, что богиня летает на Йоль (более поздний вариант, на Рождество) в окружении злых духов в поисках чего-нибудь съестного. И она может разрезать своим мечом желудки людей, чтобы достать себе еду. Но если наедаться жирной пищей в это время, меч Перхты будет соскальзывать с её жертв.
В Италии аналогом Перхты выступает Бефана, которая посещает всех детей Италии накануне 6 января, чтобы положить в носки конфеты, если они хорошо вели себя в течение года, или угольки, если они себя плохо вели.